# Tanystylum bigibbosum
Tanystylum bigibbosum is een zeespin uit de familie Ammotheidae. De soort behoort tot het geslacht Tanystylum. Tanystylum bigibbosum werd in 1966 voor het eerst wetenschappelijk beschreven door Fage & Stock. 